# 탄천초등학교 (경기)
탄천초등학교는 대한민국 경기도 성남시 분당구 정자동에 있는 공립 초등학교이다.

## 학교 연혁
- 1995. 05. 01 탄천국민학교 개교
- 1996. 03. 01 탄천초등학교 개명
- 1996. 03. 01 경기도 지정 열린교육 시범학교
- 1998. 03. 01 교육부지정 인성교육 자율 시범학교
- 2000. 03. 01 경기도 지정 교실수업 개선 시범학교
- 2003. 03. 01 교생지도대용부설학교
- 2009. 03. 01 교원능력개발평가 선도학교
- 2010. 03. 01 초등창의지성교과(로봇)특성화학교 지정
- 2012. 09. 01 제6대 김선미 교장 부임
- 2013. 03. 01 도지정 영어독서교육 으뜸학교 운영교
- 2014. 03. 01 도지정 혁신 학교 운영교
- 2015. 02. 17 제20회 졸업식 91명 졸업
- 2015. 03. 02 25학급 편성
- 2015. 03. 13 한국농어촌공사 도농교류협력 지정교

## 참고 자료
- 탄천초등학교 - 한국교육학술정보원 학교알리미